# Proletarskij rajon (Oblast' di Rostov)
Il Proletarskij rajon (in russo Пролетарский район?) è un rajon dell'Oblast' di Rostov, nella Russia europea, il cui capoluogo è Proletarsk. Istituito nel 1924, ricopre una superficie di 2.740 chilometri quadrati e ospita una popolazione di circa 35.500 abitanti.